# Syrie Maugham
Syrie Maugham (née Barnardo), née le 10 juillet 1879  et morte le 25 juillet 1955 à Londres, est une décoratrice d'intérieur britannique des années 1920 et 1930 qui a popularisé les pièces entièrement décorées en blanc.

## Biographie

### Enfance
Gwendoline Maud Syrie Maugham est née en Angleterre le 10 juillet 1879. Elle est la fille de Thomas John Barnardo, le fondateur de l'association caritative Barnardo pour les enfants démunis, et de Sarah Louise "Syrie" Elmslie. Elle est la fille aînée d'une famille de six enfants. À l'âge adulte, elle préfèrera être prénommée Syrie.
Son père, d'origine irlandaise, s'est converti, à l'âge de 16 ans, à l'évangélisme protestant et croit en la lecture quotidienne de la Bible, l'obéissance, la ponctualité stricte et le renoncement aux plaisirs mondains, notamment boire de l'alcool, fumer et aller au théâtre.

### Carrière

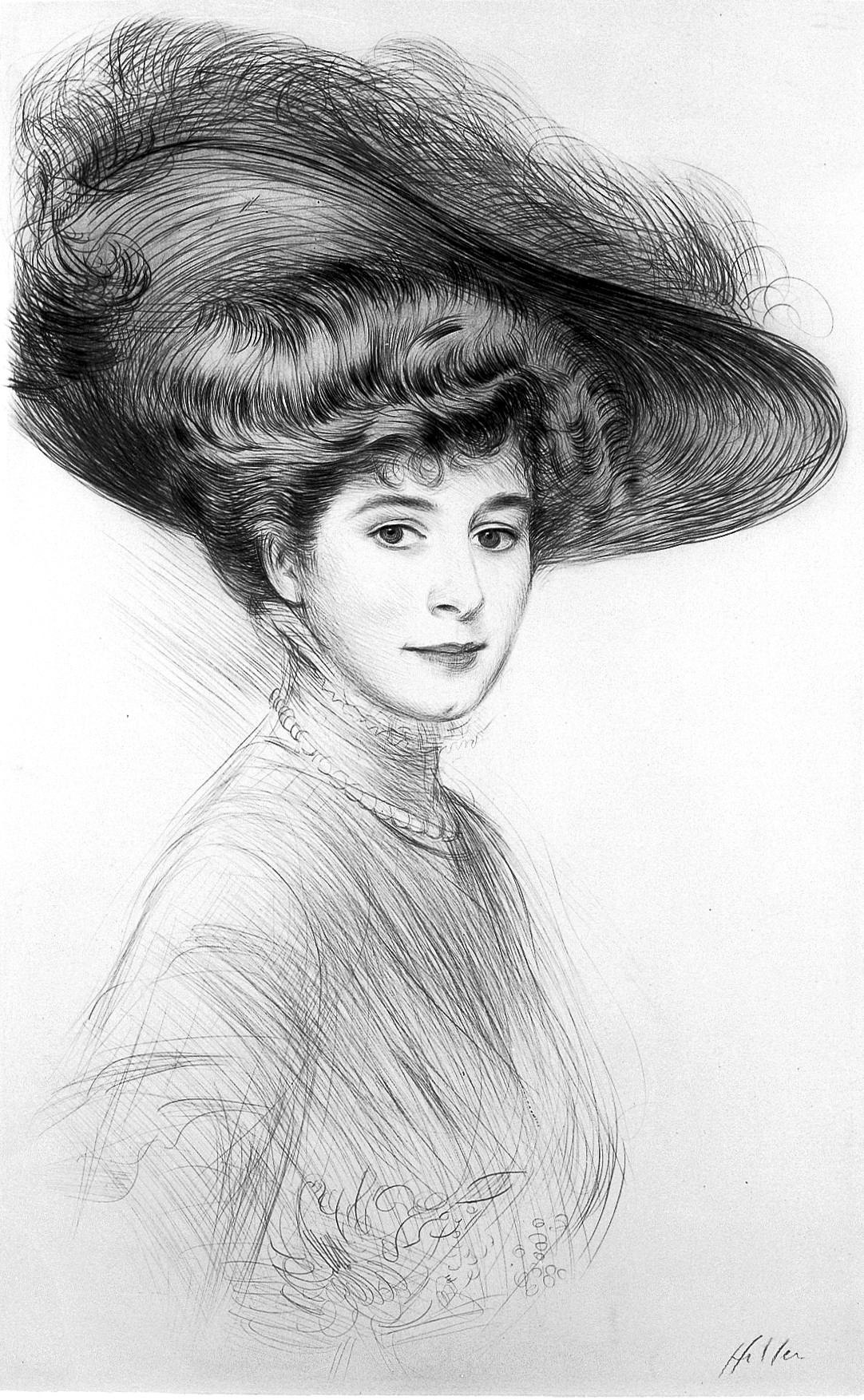
Portrait réalisé à la pointe sèche par Paul César Helleu.

Dans les années 1910, Syrie Maugham commence sa carrière de designer d'intérieur en tant qu'apprentie avec Ernest Thornton-Smith, pour une entreprise de décoration londonienne, en y apprenant les subtilités de la restauration de meubles, du trompe-l'œil, de la conception de rideaux et de la mécanique du rembourrage traditionnel. En 1922, à l'âge de 42 ans, Elle emprunte 400 £ et ouvre sa propre entreprise de décoration intérieure au 85 Baker Street, à Londres. Au fur et à mesure que la boutique prospère, Elle commence à décorer, entreprenant des projets à Palm Beach et en Californie. En 1930, elle possède des magasins à Londres, Chicago et New York.
Elle est surtout connue pour la salle de musique entièrement blanche de sa maison au 213 King's Road à Londres. Pour sa chambre entièrement blanche, elle va à l'extrême en trempant ses draperies en toile blanche dans du ciment. La pièce est remplie d'arrangements floraux blancs massifs et l'effet global est époustouflant. Bien qu'elle soit connue pour ses pièces blanches, son propre salon est la seule pièce entièrement blanche qu'elle ait jamais faite.
Son salon, dans sa villa Eliza, de l'avenue du Golf du Touquet-Paris-Plage, la station balnéaire mondaine dans le nord de la France, est également bien connu. Le salon est entièrement décoré dans des tons de beige, relevés uniquement par des rideaux de satin rose pâle.
Si elle a fait fortune et est renommée pour ses décors blancs, au milieu des années 1930, elle a largement abandonné les décors blancs pour créer des intérieurs aux accessoires baroques et aux jeux de couleurs ponctués de vert vif, de rose et de rouges audacieux. Cecil Beaton se souvient du papier peint feuille d'émeraude, des coussins magenta et du rose Schiaparelli,.
Syrie Maugham facture à des prix élevés et peut être très autoritaire avec ses clients et ses employés. Elle a dit une fois à un client hésitant : « Si vous n'avez pas dix mille dollars à dépenser, je ne veux pas perdre mon temps ».
Elle popularise les paravents en miroir, l'éclairage indirect et les meubles cossus recouverts de blanc. Elle préfère que les meubles en bois soient décapés, peints ou finis avec une technique secrète de craquelure.
Les chambres glamour de Maugham ont influencé presque tous les designers, en particulier Elsie de Wolfe, Jean-Michel Frank et Frances Elkins (en).
Après qu'elle a fermé sa boutique à New York en 1932, quelqu'un a suggéré à Rose Cumming de combler le vide et de concevoir ses propres meubles blancs et Rose Cumming a déclaré : « Non, le blanc a toujours appartenu à Syrie Maugham ».
La fille de Syrie Maugham, Elizabeth appelée Liza, s'est mariée en 1936 et la maison londonienne, que Maugham a décorée pour elle, figurait parmi ses meilleures œuvres. Après l'avoir terminée, elle vend sa propre maison et se rend en Inde avec Elsie de Wolfe pour peindre le trou noir de Calcutta en blanc.
Elle continue à faire de la décoration d'intérieur, ses clients se nomment Wallis Simpson, Marie Tempest, Oveta Culp Hobby, DeWitt Wallace, Elsa Schiaparelli, Capt. Edward Molyneux, Edward James, Mona Williams, Babe Paley, Bunny Mellon, Clare Boothe Luce, Alfred Lunt / Lynn Fontanne, Margaret Campbell, duchesse d'Argyll et l'hon. Stéphane Tennant. Elle redécore The Glen, la maison écossaise de Christopher Tennant, 2e baron Glenconner, qui détestait le style baronnial écossais existant de la maison.
Elle meurt le 25 juillet 1955 à Londres.

### Mariage avec Henry Wellcome
En 1901, lors d'une visite à Khartoum avec son père, elle rencontre Henry Wellcome, un industriel britannique d'origine américaine qui a fait fortune dans la pharmacie (sa firme devint Burroughs Wellcome). Elle a 22 ans et il en a 48, et ils se marient peu de temps après. En 1903, ils ont un fils, Henry Mounteney Wellcome. Le mariage des Wellcome n'est pas heureux et Syrie Wellcome a de nombreuses liaisons, notamment avec le magnat des grands magasins Harry Gordon Selfridge, Brig. Gén. Percy Desmond Fitzgerald et le romancier William Somerset Maugham. Finalement, après quelques années de séparation, elle est tombée enceinte du seul enfant de Maugham, Mary Elizabeth, connue sous le nom de Liza. Lorsque l'enfant naît à Rome, on lui donne le nom de famille de Wellcome. Wellcome a ensuite publiquement intenté une action en divorce, nommant Maugham comme codéfendeur.

### Mariage avec William Somerset Maugham
Syrie Wellcome et William Somerset Maugham se marient en 1917 dans le New Jersey, bien qu'il soit majoritairement homosexuel et passe une grande partie de son mariage loin de sa femme. Ils divorcent en 1929. Le règlement du divorce au profit de Syrie Maugham est : leur maison au 213 King's Road, Chelsea, entièrement meublée, une Rolls-Royce, et 2 400 livres par an pour elle et 600 livres par an pour Liza.
Dans ses mémoires de 1962, Looking Back, Maugham  critique avec virulence son ex-femme, ce qui a provoqué un tollé public. Après la mort de Syrie Maugham en 1965, Beverley Nichols a écrit en guise de réfutation une défense d'elle intitulée A Case of Human Bondage (1966).